# Craspedolepta schwarzi
Craspedolepta schwarzi är en insektsart som först beskrevs av William Harris Ashmead 1904.  Craspedolepta schwarzi ingår i släktet Craspedolepta och familjen rundbladloppor. Inga underarter finns listade i Catalogue of Life.